# Лаборд, Александр Луи Жозеф
Александр Луи Жозеф, маркиз де Лаборд (Делаборд) (фр. Alexandre Louis Joseph, marquis de Laborde; 17 сентября 1773, Париж, — 20 октября 1842, там же) — французский археолог, политический деятель и путешественник, граф Империи. Один из участников переговоров о капитуляции Парижа (1814).

## Биография
Александр Делаборд — четвертый сын известного финансиста Жан-Жозефа Делаборда (1724—1794) и Розали Неттин (1737—1820). Во время Великой французской революции Александр был послан отцом в Вену с рекомендательным письмом к императору Иосифу II. 10 декабря 1789 года Иосиф II назначил 16-летнего Александра Делаборда офицером 3-го пехотного полка, дислоцированного в Оломоуце (Моравия).
Назначенный в октябре 1791 года капитаном в 6-й полк лёгкой кавалерии, Делаборд воевал в следующем году против войск Французской республики во Фландрии и Люксембурге. В 1794 году Александр узнал, что его отец был гильотинирован. В 1795 году Александр взял длительный отпуск, чтобы отыскать мать и сестру в Швейцарии, и затем брата в Англии. Потом он снова вступил в австрийскую армию, в Гусарский полк Кинского.
После путешествия по Германии, Голландии и Италии, Делаборд в 1797 году вернулся во Францию по амнистии. Поступил на службу к Талейрану. В 1800 году служил в посольстве Франции в Мадриде. В марте 1801 года вернулся во Францию. В 1809—1827 годах Делаборд издал 5 томов (в общей сложности) описаний своих путешествий по Испании.
В 1814 году Делаборд участвовал в переговорах о капитуляции Парижа.
Изучал Ланкастерский метод в Англии, участвовал в организации взаимного обучения в Париже. В Палате депутатов (с 1820) принадлежал к либеральной оппозиции, принимал деятельное участие в Июльской революции. При Луи-Филиппе принадлежал к левому центру. Был сенским префектом.
Тереза Тальен — его возлюбленная.

## Главные сочинения
- «Voyage pittoresque et historique en Espagne» (1807—1818)
- «Itinéraire descriptif de l’Espagne» (1809—1827)
- «Les monuments de la France classés chronologiquement» (1816—1826)
- «Voyage pittoresque en Autriche» (1821—1823)
- «Versalles ancien et moderne» (1840).